# Alexei Ipatovtsev
Alexei Ipatovtsev ou Alexis Ipatovtsev, né le 8 janvier 1966 à Saint-Pétersbourg, est un producteur de France Culture.

## Biographie
Alexei Ipatovtsev est né en 1966 à Leningrad en URSS.
Diplômé de physique de l’Université maritime de Saint-Pétersbourg, il a été chercheur en modèles mathématiques à L'Académie des sciences de Russie.
Proche du milieu des artistes dissidents, il a distribué des enregistrements clandestins de musiciens russes et enregistré un album du groupe Akvarium ("10 strel" (ru), 1985-1986). Rédacteur de la revue samizdat RIO à Saint-Pétersbourg depuis 1986. Journaliste pour la presse allemande, et russe Nsk, Ogoniok, Pulse, Bolshoi Gorod) il a commencé son travail radiophonique a Stockholm pour Sveriges Radio (Radio Suède) en 1989.
Correspondant de Radio Baltika, première radio indépendante de Saint-Pétersbourg, il a été le producteur de l'émission "BEAT" (1993-1995). En 1994 il a organisé des concerts de Boulat Okoudjava et Boris Grebenchtchikov en France et sorti un CD de ce dernier.
Rédacteur pour la revue Fuzz avec Les Inrockuptibles (1997-1999). Depuis 1994 il est journaliste indépendant pour RFI (Europe, Médias, Musique, Éducation, Politique). À partir de 1996 - producteur régulier pour France Culture : collaborateur spécialisé "Europe" de l’émission « Culture Matin » (1996-1999), producteur délégué de l’émission « Pot au feu » (1999-2003), producteur délégué de l’émission « Travaux publics » (2003-2008). Depuis 2010, émission quotidienne "Frontières". En 2014 il est le Directeur de production multimédia chez Boris Grebenchtchikov. Depuis 2020 il est autoentrepreneur dans le domaine de production musicale.